# Karel Smyczek
Karel Smyczek (Slaný, Bohèmia Central, 31 de març de 1950) és un actor, guionista i director de cinema txec.

## Biografia
Fill d'un farmacèutic, va debutar com a actor als 9 anys amb Zpívající pudřenka (1959), i després va interpretar el paper destacat d'un noi malalt a la pel·lícula Holubice (1960). Durant els anys 1960–1985, va protagonitzar unes altres set pel·lícules. En el seu darrer llargmetratge, Lotrando a Zubejda, va actuar en el paper extraordinari d'un pelegrí.
Després de graduar-se a l'escola secundària de Slaný, va ajudar els directors Karel Zeman i Věra Plívová-Šimková als Estudis Barrandov. El 1975 es va llicenciar en direcció al FAMU. Durant els seus estudis, va fer Psoty lopoty (1973) i la pel·lícula de postgrau Kapři pro Wehrmacht (1975), una transcripció del relat curt d'Ota Pavel.
En els anys 1975–1976, va dirigir tretze episodis del programa juvenil Ráčte vstúpiť!. Després va treballar als Estudis Barrandov com a ajudant de direcció d'Ota Koval i va debutar al cinema a la vida dels aprenents tèxtils Housata (1979). Durant els anys 1980-1982, va crear un tríptic de la vida dels adolescents, on va col·laborar amb els guionistes Radek John i Ivo Pelant: Jen si tak trochu písknout (1980), Jako zajíci (1981), Sněženky a machři (1983). El 1987 va treballar amb Radek John a la pel·lícula Proč? sobre les causes de les agressions dels fanàtics del futbol i que fou projectada a la secció Un Certain Regard del 41è Festival Internacional de Cinema de Canes. També va mostrar interès pels joves en sèries de televisió (per exemple, Třetí patro).
Per a la televisió, va realitzar les produccions Už mu to začalo (1983) i Panská jízda (1983). Va continuar els seus llargmetratges amb Krajina s nábytkem (1986), Sedm hladových (1988), Nemocný bílý slon (1989), Pražákům, těm je hej (1990), que va codirigir amb Michael Kocáb, Lotrando a Zubejda (1997).
També es va convertir en el director d'una sèrie de sis comèdies de detectius Případy detektivní kanceláře Ostrozrak. Es basava en novel·les de Josef Škvorecký i Jan Zábrana per a Česká televize.
Les històries de detectius tenen lloc a Praga a finals dels anys trenta i principis dels anys quaranta. Els dramaturgs eren Helena Slavíková i Eduard Verner, i va treballar estretament amb la guionista Ivana Nováková. A la pantalla van aparèixer Ondřej Vetchý, Barbora Srncová, Bohumil Klepl, Josef Somr, Viktor Preiss, Miroslav Táborský, Veronika Žilková, Miroslav Donutil i altres actors populars.
També s'ocupa de la comunicació amb el públic i els joves. Va ser el convidat principal del Festival de Cinema Aficionat de Slánský el 2005. També va acceptar la invitació el 2006.

## Filmografia
Pel·lícules
- Šperk (pel·lícula) – 1975
- Housata – 1979
- Sněženky a machři – 1983
- Proč? – 1987
- Nemocný bílý slon – 1989
- Lotrando a Zubejda – 1997
- Pražákům, těm je hej – 1990

Sèries de televisió
- Poste restante  – 2010
- Dobrá čtvrť - 2004
- Místo nahoře - 2004
- Bylo nás pět – 1994

Documental
- Osudy hvězd – 1999
  - Osudy hvězd – Bylo nás sedm – 1999